# 武内村
武内村（たけうちむら）は、佐賀県杵島郡にあった村。現在の武雄市の一部にあたる。

## 地理
- 河川：松浦川[3]
- 山岳：竹古場山[3]、神六山[4]、四方殿山[4]

## 歴史
- 1889年（明治22年）4月1日、町村制の施行により、杵島郡三間坂村（字三間坂を除く大部分）、真手野村が合併して村制施行し、武内村が発足[1][2]。旧村名を継承した三間坂、真手野の2大字を編成[2]。
- 1908年（明治41年）藁細工産業組合設立[2]
- 1921年（大正10年）頃、大字三間坂が梅野に改称[2]。
- 1954年（昭和29年）4月1日、杵島郡武雄町、朝日村、橘村、東川登村、西川登村、若木村と合併し、市制施行し武雄市を新設して廃止された[1][2]。合併後、武雄市大字梅野・真手野となる[2]。

## 産業
- 農業、窯業[2]

## 教育
- 1895年（明治28年）尋常真手野小学校、尋常梅野小学校が合併し武内小学校となる[2]。1900年（明治33年）高等科を併設し武内尋常高等小学校となる[2]。1941年（昭和16年）武内村国民学校に改称[2]。1947年（昭和22年）武内小学校に改称[2]。
- 1947年、武内中学校が武内小学校に併設され、1951年（昭和26年）校舎竣工し独立した[2]。

## 名所旧跡
- 肥前陶器窯跡（国指定史跡、1940年指定）[2]